# Miroslava Ábelová
Miroslava Ábelová (po sňatku Bielená; * 31. leden 1985, Bojnice, Slovensko) je slovenská básnířka, rozhlasová redaktorka a občasná textařka.

## Život
V roce 2009 absolvovala studium žurnalistiky na Filozofické fakultě Univerzity Komenského v Bratislavě. V roce 2010 získala Cenu Rudolfa Fabryho. Poprvé publikovala v kolektivní sbírce Sólo pre 9 hlasov v roce 2011, téhož roku jí vyšla vlastní sbírka básní Striptíz. V roce 2012 vyhrála hlavní cenu v soutěži Básně Asseco Solutions za cyklus básní Niečo originálne. V roce 2014 jí vyšla básnická sbírka Na!, v roce 2016 básnická sbírka Básničky pre domáce paničky.
V roce 2018 přichází se sbírkou Večný pocit nedele. Sbírka se dotýká toho, čím v posledních letech žije autorka i řada dalších žen. Sociální tlak na třicátnice, které od jistého momentu každý den poslouchají otázku, kdy už konečně budou mít děti. Nemožnost naplnit očekávání. Zmatené pocity, pokud se jim podaří tato očekávání okolí naplnit. A pocity, které přicházejí po narození dítěte, strach, obavy, stres, únava. „Začala jsem texty psát, když jsem si myslela, že nemůžu mít děti. Zlom nastal, když jsem otěhotněla a tehdy jsem si řekla, že by bylo zajímavé to nějakým způsobem sledovat. Jak se mění mé vnímání vlastního těla a pocitů, které mám. Cíleně jsem sledovala to, co se se mnou děje a jak prožívám ty jednotlivé věci,“ uvedla tehdy
V roce 2022 vydala pátou sbírku poezie, Dom. Ta zprostředkovává příběhy tří žen z jedné obce.
Ábelová je členkou literárně-hudebního seskupení básníků, hudebníků a performerů Vítrholc. Na Rádiu_FM moderuje poetickou desetiminutovku Nedeľná chvíľka poézie_FM. Autorsky se podepsala pod texty českého hudebníka Davida Kollera (album ČeskosLOVEnsko, za které získali sošku Anděla české hudební akademie). Pracuje jako mluvčí environmentální organizace Greenpeace Slovensko.
Žije na Záhorí,  má syny Viliama a Eduarda, její manžel je grafický designér Radoslav Bielený, který má na starosti grafickou stránku jejich knih.[zdroj?]

## Dílo

### Poezie
- 2011 – Sólo pre 9 hlasov, kolektivní básnická sbírka
- 2011 – Striptíz, básnická sbírka
- 2014 – Na!, básnická sbírka
- 2016 – Básničky pre domáce paničky, básnická sbírka
- 2018 – Večný pocit nedele, básnická sbírka
- 2022 – Dom, básnická sbírka

### Poezie pro děti
- 2020 – Pes Moko a jeho oko

### Překlady
- 2018 – Rupi Kaur: Mlieko a med
- 2019 – Rupi Kaur: Slnko a jeho kvety
- 2020 – Jason Reynolds: Dlhá cesta nadol
- 2021 – Rupi Kaur: Moje telo, môj domov
- 2024 – Rupi Kaur: Liečenie slovami

### Próza pro děti
- 2021 – Dohviezdny večer (Dvadsaťpäť príbehov o Vianociach) – kol. autorů: Mirka Ábelová, Peter Balko, Jana Bodnárová, Veronika Dianišková, Denisa Fulmeková, Gabriela Futová, Daniel Hevier, Agda Bavi Pain a další)
- www.pacabac.sk – Príbehy mačiek z Bánoveckej mliekarne

### Próza pro dospělé
- 2022 – Prešporské legendy ožívajú (Literárna pocta dielu Márie Ďuríčkovej) – kol. autorů: Mirka Ábelová, Andrej Csino, Lucia Lackovičová, Michal Hvorecký, Michal Havran, Dado Nagy, Denisa Fulmeková, Daniela Kapitáňová a další